# Put Your Love in Me: Love Songs for the Apocalypse
Put Your Love in Me: Love Songs for Apocalypse es un álbum recopilatorio de la banda estadounidense de punk y heavy metal Plasmatics, publicado en 2002 por Plasmatics Media Inc. El disco recopila canciones de tres trabajos de la banda lanzados entre 1980 y 1981, como también de las producciones solistas de Wendy O. Williams.

## Lista de canciones
| N.º | Título                  | Duración |  |
| 1.  | «Fuck That Booty»       | 3:33     |  |
| 2.  | «Put Your Love in Me»   | 4:14     |  |
| 3.  | «Fast Food Service»     | 1:25     |  |
| 4.  | «Bump and Grind»        | 4:26     |  |
| 5.  | «Sex Junkie»            | 3:09     |  |
| 6.  | «Black Leather Monster» | 3:42     |  |
| 7.  | «Jailbait»              | 3:25     |  |
| 8.  | «Party»                 | 3:39     |  |
| 9.  | «I Love Sex»            | 3:50     |  |
| 10. | «Dream Lover»           | 5:43     |  |
| 11. | «The Humpty Song»       | 2:55     |  |